# Dialectique du maître et de l'esclave
 (juin 2013).
La dialectique du maître et de l'esclave (en allemand : Herrschaft und Knechtschaft) renvoie à un passage célèbre de la Phénoménologie de l'Esprit (1807) de Georg Hegel dans lequel le philosophe explore l'instabilité essentielle de la relation de domination du maître avec son esclave.

## Concept
Hegel définit l'esclave comme celui qui, par son travail, transforme la Nature. Il remarque qu'en travaillant, il accède à l'objet dans son côté actif. Le maître, qui pour sa part ne travaille pas mais fait réaliser, vit immédiatement dans la jouissance de l'objet consommable : il ne connaît que son aspect passif. Il apparaît que l'esclave, travaillant (réalisant) à transformer le monde humain, se transforme lui-même et en vient à revendiquer son autonomie du monde naturel dans sa transformation humaine du monde, tandis que le maître se rend étranger à son monde, qu'il ne reconnaît plus dans la reconnaissance qu'en fait l'esclave.
Ainsi, l'esclave, en s'appuyant sur le produit de son travail, peut renverser le rapport de domination pour se retrouver dans l'accomplissement du monde humain : l'égalité. La dialectique du maître et de l'esclave se base sur la thèse paradoxale selon laquelle le travail aliéné de l'esclave est la voie de sa libération. Il est nécessaire pour le maître de reconnaître l'autre (l'esclave) s'il veut se connaître lui-même.
Le conflit est inhérent à la condition humaine. Hegel dit d'ailleurs de la naissance de l'enfant qu'elle est « la mort des parents ». 
Si deux êtres humains entretiennent des relations tendues, il va donc y avoir conflit, et l'un des deux, en acceptant de prendre des risques, va devenir le maître : « la vie vaut ce que nous sommes capables de risquer pour elle. » La liberté résulte de l'acte même de libération : celui qui ne veut pas risquer sa vie risque fort la servitude.
Cependant, une fois devenu maître, l'individu devient passif/inactif. C'est son esclave qui travaille et qui s'accomplit. Ainsi le maître devient-il dépendant du travail de son esclave. Il devient l'esclave de son esclave, car c'est en travaillant qu'on atteint la liberté.